# Regime supersonico

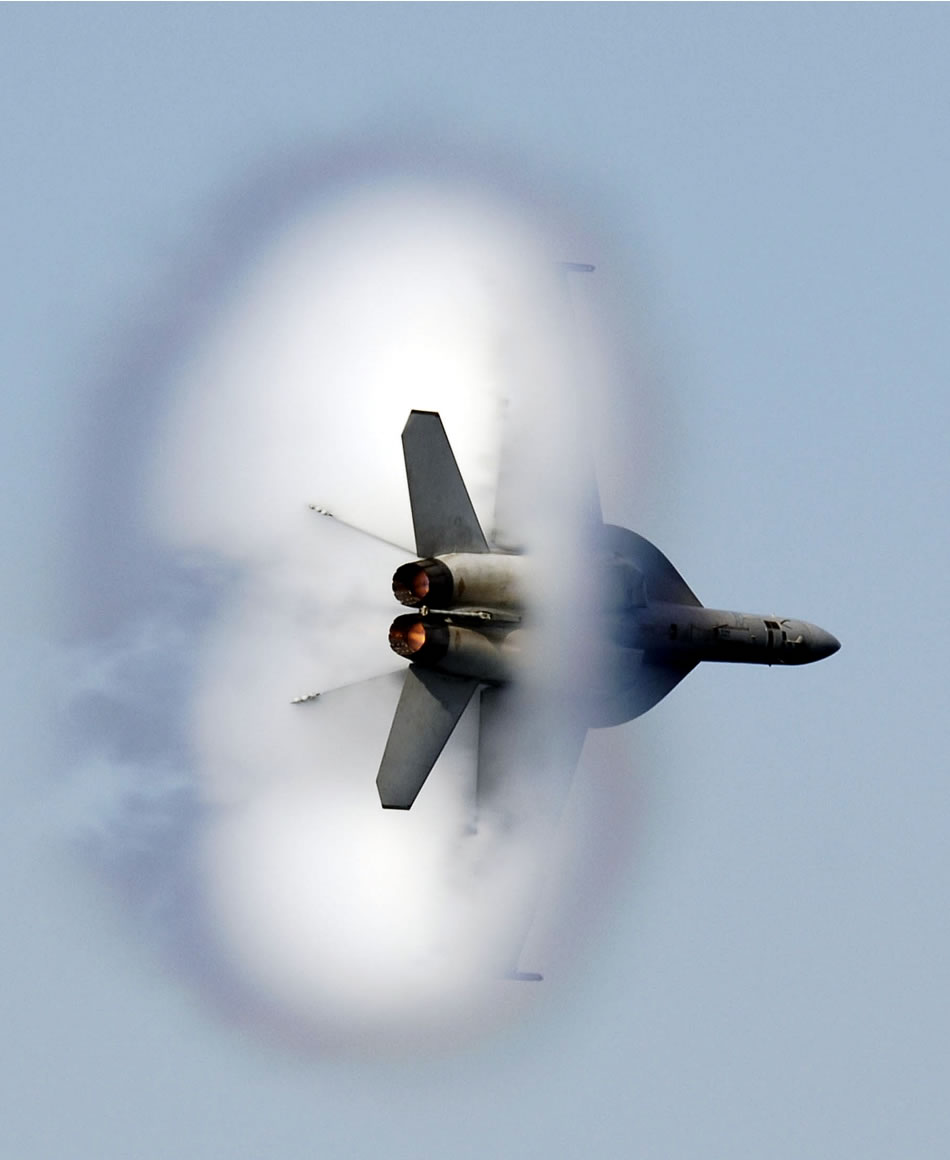
Un McDonnell Douglas F/A-18 Super Hornet della United States Navy in volo transonico.

Un problema di fluidodinamica o aerodinamica viene detto in regime supersonico se le velocità caratteristiche del campo di moto risultano maggiori della velocità del suono nel fluido considerato rispetto ad un sistema di riferimento solidale al corpo.
Il calcolo della portanza su un aereo supersonico (ad esempio il Concorde) è un esempio di problema in regime supersonico.

## Descrizione
Il comportamento di un flusso supersonico è molto diverso da quello in regime subsonico. La velocità del suono è la massima velocità a cui un disturbo fluidodinamico può propagarsi in un fluido.
Ad esempio, un gas che incontra un ostacolo in un flusso subsonico risente del disturbo provocato da quest'ultimo prima di incontrarlo, perché l'informazione viaggia ad una velocità superiore a quella del fluido.
Ciò non può accadere per velocità supersoniche del fluido; in tal caso si formano nel fluido delle strutture fluidodinamiche chiamate onde d'urto che permettono la decelerazione o la deviazione del flusso e quindi di evitare l'ostacolo.
Usando una terminologia matematica si può affermare che un flusso supersonico rappresenta un paraboloide iperbolico, mentre un flusso subsonico risulta ellittico. Un altro esempio della differenza tra flusso supersonico e subsonico può essere vista nel comportamento del flusso in un condotto convergente; in tal caso, mentre un flusso subsonico accelera, un flusso supersonico decelera.

## Aeronautica
Molti aerei da combattimento sono supersonici, ma vi furono anche due aeroplani commerciali di linea in grado di superare la velocità del suono: il Concorde, nato da una cooperazione tra gli enti aerospaziali francesi e britannici, e il Tupolev Tu-144, di progettazione sovietica. Dopo il ritiro dal servizio del Concorde avvenuto il 26 novembre 2003, attualmente non ci sono aerei passeggeri supersonici in servizio. Alcuni grandi bombardieri, come il Tupolev Tu-160 e il Rockwell B-1 Lancer, sono in grado di raggiungere velocità supersoniche. Il Lockheed-Boeing F-22, il McDonnell Douglas F/A-18 Hornet e l'Eurofighter Typhoon sono tra i primi aerei da combattimento in grado di mantenere velocità supersoniche per prolungati periodi di tempo senza la necessità di utilizzare i postbruciatori (supercrociera).
Negli ultimi anni della Seconda Guerra mondiale si parlava già diffusamente dei voli supersonici, allora vennero definiti "ultrasonori" anziché "supersonici", non esistendo ancora quest'ultima parola nel dizionario italiano. In diversi racconti autobiografici scritti dai piloti da caccia, questi affermavano di aver raggiunto con aerei ad elica, in particolari condizioni di volo, la velocità del suono. In seguito, tuttavia, tali dichiarazioni non furono mai prese in considerazione per due motivi: in primo luogo, la rilevazione della velocità con il tubo Pitot in quegli anni era scarsamente attendibile, in secondo luogo, gli effetti aerodinamici procurati dalle velocità transoniche o supersoniche non erano ancora noti, perciò i piloti non sarebbero stati in grado di governare tali assetti critici del velivolo. 
Sembra, in ogni modo, che solo i tedeschi nel 1944 abbiano raggiunto con certezza in volo orizzontale, una velocità transonica di 1004 km/h con un caccia Messerschmitt Me 163 Komet dotato di endoreattore. Altri tentativi, ritenuti sempre non attendibili, furono fatti tra il 1944 e il 1946 da alcuni piloti inglesi con i caccia Spitfire, convinti in buona fede, di aver raggiunto velocità prossime o perfino superiori a quelle del suono, riportando fra l'altro non pochi incidenti. Gli americani, altresì, nello stesso periodo, nonostante l'impiego del loro primo aviogetto Lockheed P-80 Shooting Star, non riuscirono mai a superare il muro del suono, sfiorando soltanto i 1100 km/h, subendo funestamente l'esplosione in volo di uno di questi esemplari. Pertanto il primato fu riconosciuto ufficialmente a Yeager.
L'X-59 è un progetto della NASA per un aereo in grado di volare a 1.488 km/h e di evitare la rumorosità dei velivoli supersonici grazie a un muso sottile e affusolato.
Charles "Chuck" Yeager fu il primo uomo a viaggiare a più di Mach 1 in volo stazionario. Yeager superò la barriera del suono il 14 ottobre 1947 volando a bordo del Bell X-1 ad un'altezza di circa 10500 m.
La maggior parte dei veicoli spaziali, tra cui lo Space Shuttle, viaggiano a regimi supersonici durante la fase di rientro, sebbene gli effetti sul velivolo sono ridotti dalle basse pressioni che si trovano alle alte quote. Durante il tragitto in ascesa, i sistemi di lancio generalmente evitano di entrare in regime supersonico al di sotto dei 30 km (~90000 ft) per ridurre gli effetti di freno dell'aria.
È da notare che la velocità del suono decresce con la quota, a causa dell'abbassamento della temperatura che avviene fino a 25 km. Ad altezze superiori, poiché la temperatura ricomincia a salire, la velocità del suono aumenta di conseguenza.